# Hencovce
Hencovce (allemand : Hinzendorf bei Fröhnel) est un village de Slovaquie situé dans la région de Prešov.

## Histoire
Première mention écrite du village en 1372.

## Démographie

### Évolution de la population
| Année:               | 1994. | 2004. | 2014.   | 2024.   |
| -------------------- | ----- | ----- | ------- | ------- |
| Nombre de personnes: | 0     | 1259  | 1341    | 1340    |
| Différence:          |       | –     | +6,51 % | -0,07 % |

| Année:               | 2023. | 2024.   |
| -------------------- | ----- | ------- |
| Nombre de personnes: | 1315  | 1340    |
| Différence:          |       | +1,90 % |